# 넷카페 난민
넷카페 난민(일본어: ネットカフェ難民)이란 일본의 신조어이다. '넷카페 난민'이란, 집 없는 사람들이 일정한 주거지 없이 인터넷 카페(PC방)에서 지내면서 생활하는 사람들을 지칭한다. 일본의 사회의 빈곤화를 상징하는 말로, 2007년부터 대중 전달에서 자주 언급되어 왔다. 그러나 일본복합카페협회에서는 이 용어를 차별 용어로 구분하고 있다. 넷카페 난민은 일본에서 심각한 사회문제로 지적되고 있다.

## 유래
지유코쿠민샤에서 선발하는 ‘2007 유캔 신어・유행어 대상’이 2007년 12월 3일 발표되었다. ‘넷카페 난민’의 저자 가와사키 쇼헤이의 '넷카페난민'이 톱 10안에 들었다. 이 단어가 보편화된 것은 2007년 1월 28일 니혼 테레비에서 방송한 NNN 다큐먼트의 ‘넷카페 난민 ~ 표류하는 빈곤자들’에 의해서였다.

## 같이 보기
- 니트족